# زانکت ماریان ایم مورتستال
زانکت ماریان ایم مورتستال (به آلمانی: Sankt Marein im Mürztal) یک منطقهٔ مسکونی در اتریش است که در بروک مورتسوچلاگ واقع شده‌است. زانکت ماریان ایم مورتستال ۸٫۸۷ کیلومتر مربع مساحت دارد ۵۳۷ متر بالاتر از سطح دریا واقع شده‌است.